# Tillandsia socialis
Tillandsia socialis är en gräsväxtart som beskrevs av Lyman Bradford Smith. Tillandsia socialis ingår i släktet Tillandsia och familjen Bromeliaceae. Inga underarter finns listade i Catalogue of Life.